# Parafia Niepokalanego Poczęcia Najświętszej Maryi Panny w Niepokalanowie
Parafia Niepokalanego Poczęcia Najświętszej Maryi Panny w Niepokalanowie – parafia rzymskokatolicka funkcjonująca przy klasztorze franciszkanów w Niepokalanowie. Siedziba parafii znajduje się we wsi Paprotnia przy ul. św. Maksymiliana Kolbego 5.
Parafia niepokalanowska została erygowana 27 czerwca 1950 r. na mocy dekretu kard. Stefana Wyszyńskiego, zaś pierwszym proboszczem mianowano o. Jerzego Domańskiego. Obecnie funkcję proboszcza sprawuje o. Andrzej Sąsiadek, natomiast liczba parafian – według stanu na 2022 r. – wynosi ok. 7,5 tys. wiernych.
Świątynią parafialną jest miejscowa bazylika mniejsza, zbudowana w latach 1948–1954. Ponadto na terenie parafii funkcjonują kaplice: niepokalanowska kaplica-sanktuarium pw. św. Maksymiliana oraz kaplica filialna pw. bł. Rafała Chylińskiego (w Budkach Piaseckich).

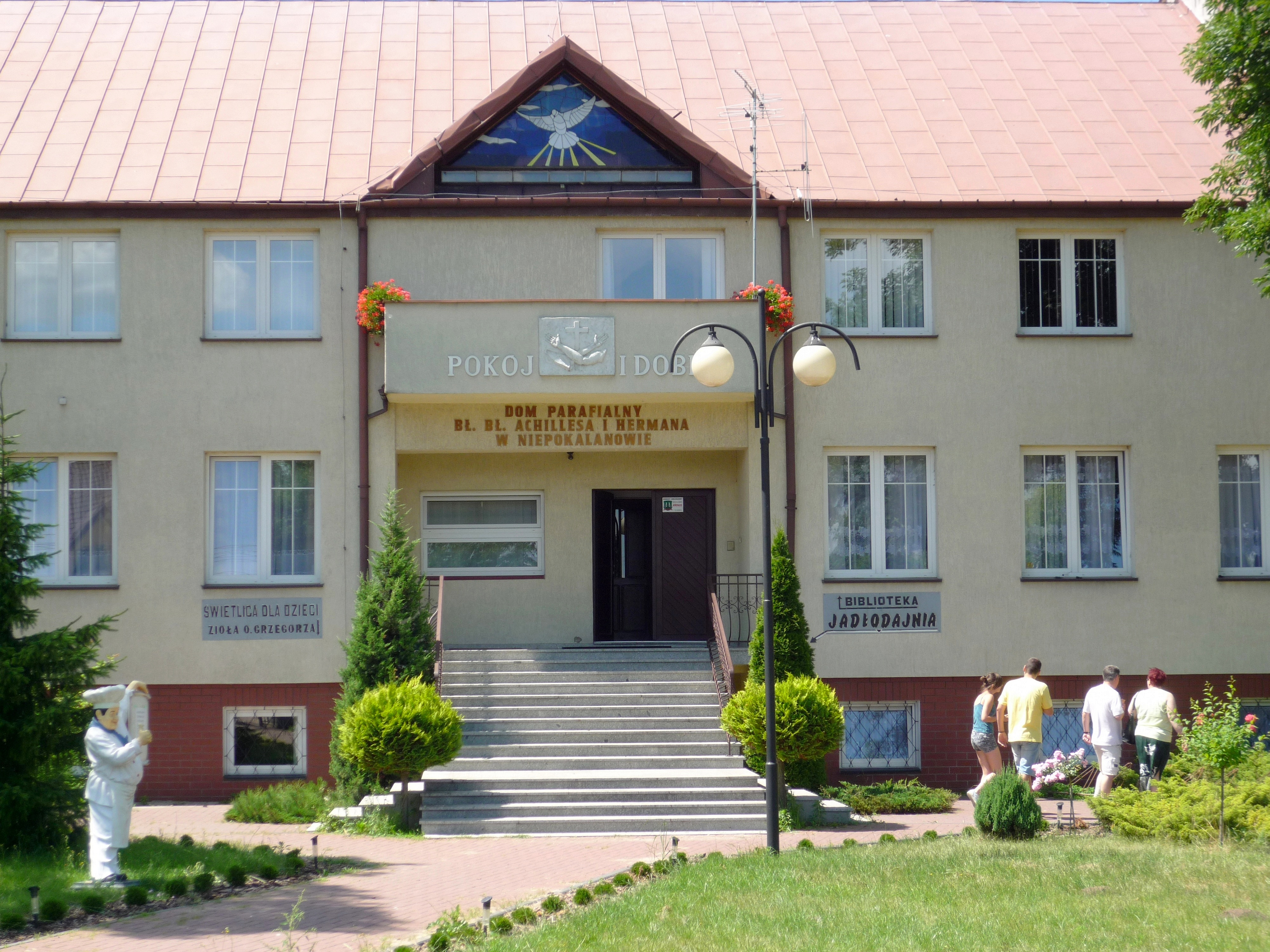
Niepokalanowski dom parafialny
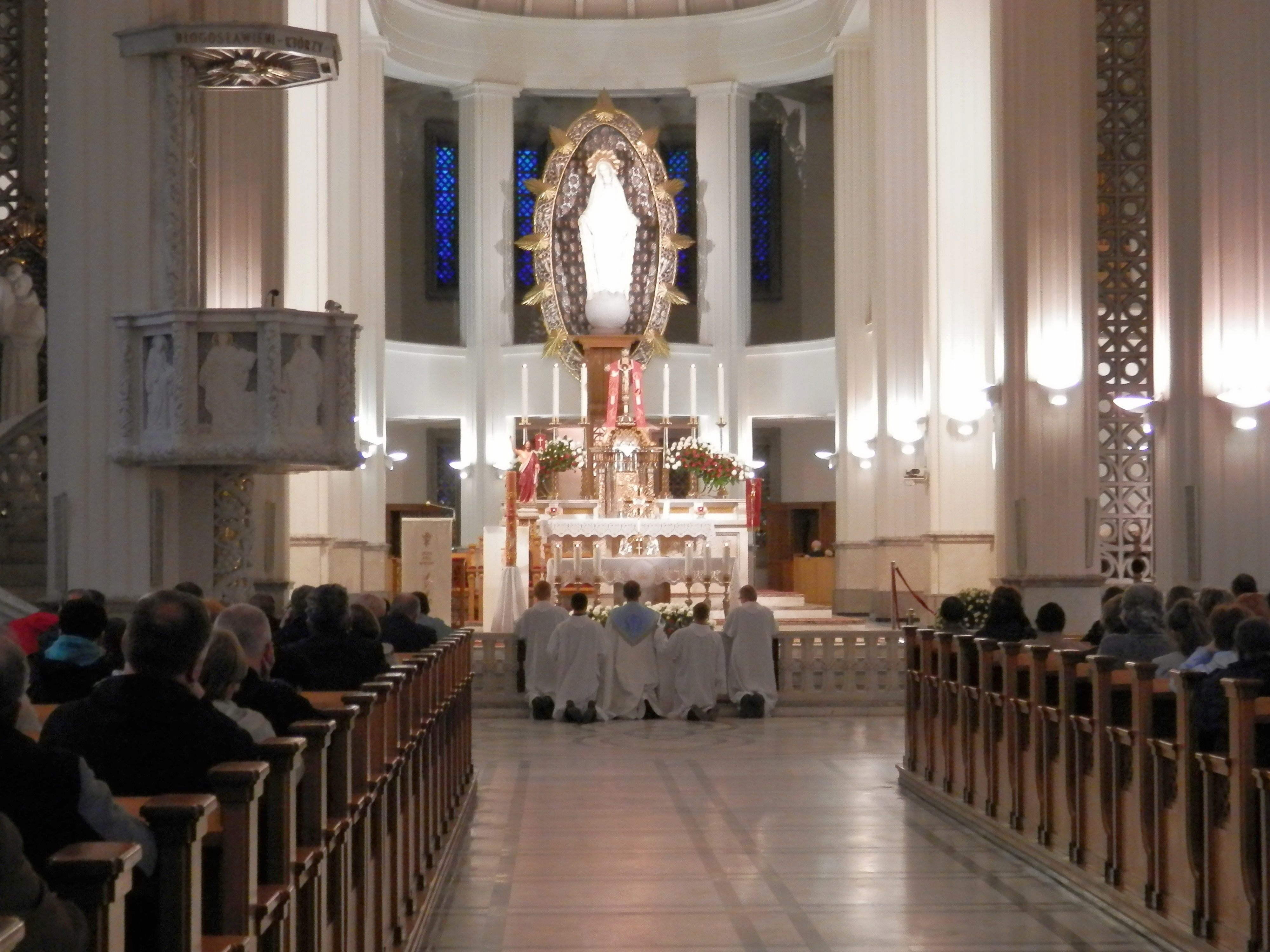
Nabożeństwo majowe w bazylice

Dni odpustowe w parafii:

7 maja – uroczystość Niepokalanej Wszechpośredniczki Łask

14 sierpnia – uroczystość św. Maksymiliana Marii Kolbego, kapłana i męczennika

15 sierpnia – uroczystość Wniebowzięcia NMP

8 grudnia – uroczystość Niepokalanego Poczęcia NMP
Do parafii w Niepokalanowie należą następujące miejscowości: Paprotnia, Teresin, Teresin-Gaj, Seroki Wieś, Seroki Parcela, Ludwików, Granice, Topołowa, Kaski-Budki, Budki Piaseckie, Piasecznica Nowa, Stara Piasecznica.